# Rudolf Wünsch (politik)
Rudolf Wünsch (17. dubna 1891 Víska u Liberce – 27. října 1938 Praha) byl československý politik německé národnosti a meziválečný poslanec Národního shromáždění za Komunistickou stranu Československa.

## Biografie
Podle údajů k roku 1926 byl profesí redaktorem v Ústí nad Labem.
V parlamentních volbách v roce 1925 získal mandát v Národním shromáždění.